# Thomas Anthony Williams

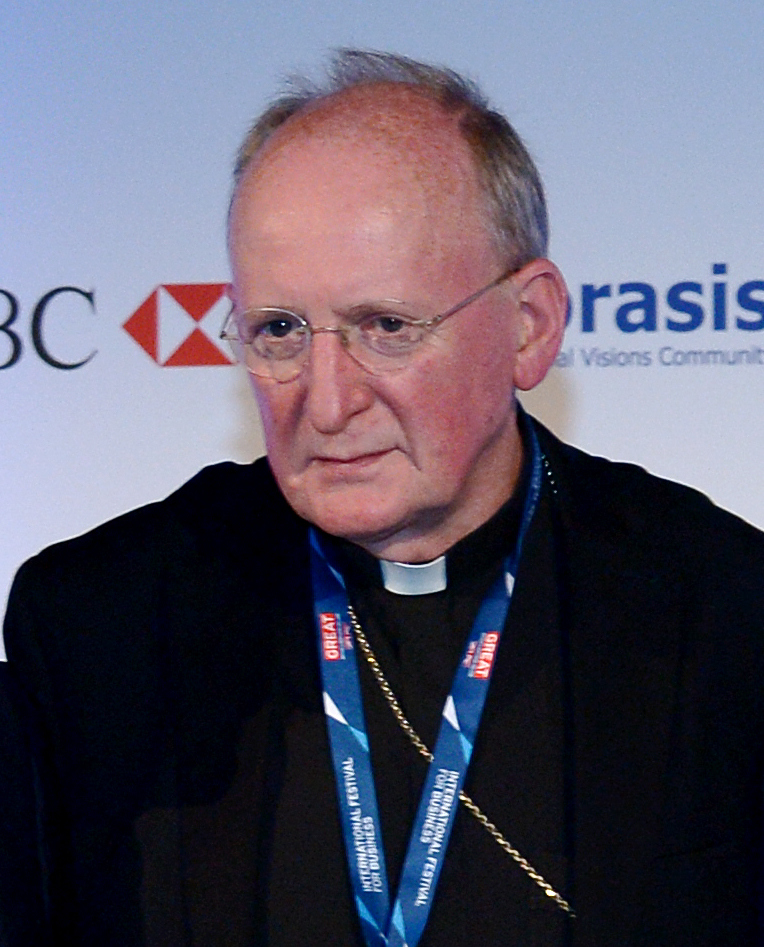
Thomas Anthony Williams

Thomas Anthony Williams (* 10. Februar 1948 in Liverpool, Vereinigtes Königreich) ist ein britischer römisch-katholischer Geistlicher und emeritierter Weihbischof in Liverpool.

## Leben
Thomas Anthony Williams empfing am 27. Mai 1972 das Sakrament der Priesterweihe und wurde in den Klerus des Erzbistums Liverpool inkardiniert.
Am 15. April 2003 ernannte ihn Papst Johannes Paul II. zum Titularbischof von Mageó und bestellte ihn zum Weihbischof in Liverpool. Der Erzbischof von Liverpool, Patrick Kelly, spendete ihm am 27. Mai desselben Jahres die Bischofsweihe; Mitkonsekratoren waren der Weihbischof in Liverpool, Vincent Malone, und der emeritierte Bischof von Middlesbrough, Augustine Harris.
Papst Franziskus nahm am 25. März 2023 seinen altersbedingten Rücktritt an.